# Shang Qu
Dans ce nom, le nom de famille précède le nom personnel.
Shang Qu (en chinois : 商瞿 ; Wade : Shang Ch'ü), né en 522 av. J.-C., Zimu (chinois : 子木 ; Wade : Tzu-mu) de son prénom social, est un disciple de Confucius. Il a étudié le Yi Jing de son maître et est crédité de sa préservation et transmission.
Parmi les légendes sur Shang Qu, il aurait prédit l'heure exacte de la mort de Confucius.